# Sorbo Serpico
Sorbo Serpico község (comune) Olaszország Campania régiójában, Avellino megyében.

## Fekvése
A megye központi részén fekszik. Határai: Atripalda, Salza Irpina, San Potito Ultra, Santo Stefano del Sole és Volturara Irpina.

## Története
Első említése 901-ből származik, amikor a szomszédos Conza része volt. Valószínűleg az elpusztított ókori Abellinum lakosai alapították, néhány századdal korábban. A következő századokban nemesi birtok volt. A 19. században nyerte el önállóságát, amikor a Nápolyi Királyságban felszámolták a feudalizmust.

## Népessége
A népesség számának alakulása:

## Főbb látnivalói
- Castello (a középkori vár romjai)
- Palazzo Brancaccio-Scarpa
- Santa Maria Assunta-templom